# Suzu
Suzu (珠洲市, Suzu-shi) est une ville située dans la préfecture d'Ishikawa, au Japon.

## Géographie

### Situation
Suzu est située à la pointe nord-est de la péninsule de Noto et est bordée par la mer du Japon. Certaines parties de la ville se trouvent à l'intérieur du parc quasi national de Noto Hantō.

### Municipalités voisines
| mer du Japon | mer du Japon | mer du Japon |
| mer du Japon | Suzu         | mer du Japon |
| Wajima       | Noto         | mer du Japon |

### Démographie
En février 2023, la population de la ville de Suzu était de 12 859 habitants pour une superficie de 247,20 km2.

### Climat
Suzu a un climat subtropical humide caractérisé par des étés doux et des hivers froids avec de fortes chutes de neige. La température moyenne annuelle à Suzu est de 13,0 °C. La pluviométrie annuelle moyenne est de 2 234 mm, septembre étant le mois le plus humide.

## Histoire

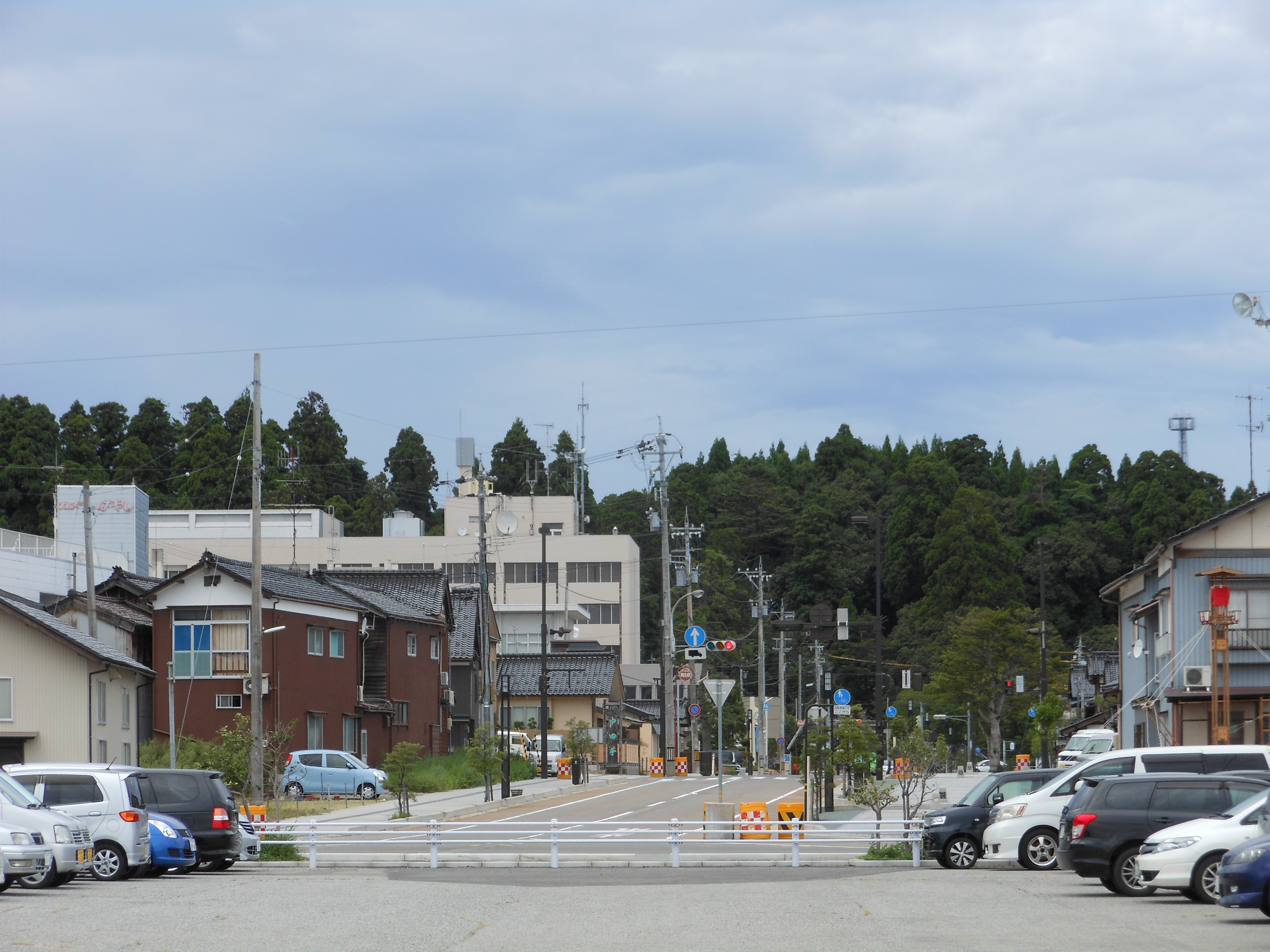
L'ancien bourg d'Iida-machi à Suzu en 2012.

Historiquement, la région de Suzu a prospéré en tant que porte d'entrée du commerce maritime, établissant des liens avec des provinces telles qu'Izumo, Sado et Ezo. 
Pendant l'époque Sengoku (1467-1568), la région est disputée entre le clan Hatakeyama, le clan Uesugi et le clan Maeda. A l'époque d'Edo, elle fait partie du domaine de Kaga.
À la suite de la restauration de Meiji, la région a été organisée en un bourg (Iida) et 14 villages en 1889. Ces municipalités ont fusionné le 15 juillet 1954 pour former l'actuelle ville de Suzu.

## Culture locale et patrimoine
- Mitsuke-jima

## Jumelage
Suzu est jumelée avec Pelotas au Brésil.